# Dumitru I. Andronescu
Dumitru I. Andronescu (n. 1 august 1885, Târgoviște, România – d. 31 octombrie 1970, București, România) a fost un agronom român, pionier în organizarea activității de ameliorare a plantelor și producerea semințelor în România. A avut contribuții remarcabile în studiul porumbului, grâului și bumbacului, fiind primul agronom român care a obținut un doctorat în științe agricole, cu specializarea genetică, în Statele Unite.

## Biografie

### Copilărie și educație
Dumitru I. Andronescu s-a născut pe 1 august 1885 în Târgoviște, într-o familie modestă. A absolvit Școala Centrală de Agricultură de la Herăstrău în 1906, unde a fost instruit de profesori renumiți precum Gheorghe Maior, Vlad Cârnu-Munteanu, Wilhelm Knechtel și Nicolae Filip. S-a remarcat prin pasiunea și capacitatea sa pentru agricultură.
În 1911, a plecat pentru studii de perfecționare în Statele Unite, la Universitatea statului Illinois, unde a studiat chimia, analizele agricole și ameliorarea plantelor sub îndrumarea profesorului L. Smith. A urmat cursurile geneticianului H. Detleffson și a lucrat cu specialistul în hibridări W.B. Gernert. În 1914, a obținut doctoratul în științe agricole, cu specializarea genetică, cu teza *The Rumanian Varieties of Maize* (120 pagini), fiind primul agronom român cu acest titlu. Tot în 1914, a susținut lucrarea *The Roumanian Varieties of Corn and How They Can Be Improved*, primind diploma de licențiat în științe agricole. Cercetările sale, inclusiv studiile asupra polenului plantelor agricole, au fost întrerupte în 1917 din cauza Primului Război Mondial, pierzându-se o parte din materialele sale.

### Carieră profesională
După absolvirea Școlii de la Herăstrău, Andronescu a fost angajat ca specialist în Ministerul Agriculturii, unde a efectuat experiențe privind soiurile de plante în fermele statului, în special la ferma Studina (1906-1911). Rezultatele acestor experimente au fost publicate după 1920 în *Buletinul Agriculturii* de D. Căruntu.
După întoarcerea din SUA, în 1922, a fost numit inspector general în Ministerul Agriculturii, delegat cu ameliorarea plantelor (1922-1928). A organizat activitatea în fermele Dragsina, Ghiriș, Studina, Pietroșani, Domnița, Laza, Potur și Todirești. Planul său de ameliorare din 1922, apreciat de geneticianul american C.B. Hutchinson în 1924, includea culturi comparative, selecția elitelor, studiul descendenților și extinderea liniilor valoroase în producție. A propus înființarea unui Institut pentru ameliorarea plantelor, dar a obținut doar extinderea activității în fermele statului și Laboratorul de Analize Agricole.
În 1928, la înființarea ICAR (Institutul de Cercetări Agronomice al României), a fost numit șeful Secției de Morărit și Panificație, unde a coordonat analizele de calitate ale soiurilor aflate în ameliorare și în cultură. A rămas activ în cercetare și publicistică până după al Doilea Război Mondial, contribuind la progresul agriculturii românești.

## Activitate științifică

### Domenii de cercetare
- Ameliorarea plantelor (porumb, grâu, cartof, bumbac)
- Genetică și biologia plantelor
- Morărit și panificație

### Contribuții originale
Dumitru I. Andronescu a fost un pionier în organizarea activității de ameliorare a plantelor în România. A efectuat cercetări ample asupra porumbului, publicând prima lucrare monografică românească despre această plantă: *Porumbul: origine, istoric, clasificare, compoziție chimică, alimentație și industrie* (1916, 110 pagini), reeditată și extinsă în 1933. Lucrarea analizează originea americană a porumbului, clasificarea a 32 de soiuri americane, compoziția chimică, utilizarea în alimentație și industrie, precum și mecanizarea avansată din SUA. A propus metode de selecție (un știulete pe rând, metoda pedigreului, metoda punctată) și a evidențiat degradarea soiurilor românești, recomandând selecția pentru îmbunătățirea producției.
În *Contribuții la studiul și ameliorarea porumbului* (1923), a analizat soiurile Cincantin, Pignoletto, Comun românesc și Dinte de cal, evidențiind variațiile în conținutul de substanțe azotate și grăsimi. A insistat pe necesitatea producerii semințelor de către stat. Studiile sale în limba engleză, precum *The Physiology of the Pollen of Zea Mays* (1914) și *Germination and Further Development of the Embryo Zea Mays Separate from the Endosperm* (1919), au adus contribuții originale în biologia porumbului.
A dedicat lucrări grâului, cum ar fi *Grâul românesc* (1935), unde a analizat calitatea, tehnologia culturii și parametrii chimici (10,52% substanțe azotate, 10,59% gluten), bazându-se pe analize efectuate la ICAR (1930-1933). În 1943, a studiat 247 de probe de grâu din întreaga țară, identificând 53 de soiuri, inclusiv cele create de C. Sandu-Aldea și Gh. Cipăianu, și a propus indici de standardizare pentru ameliorare. A obținut linii din grâul Roșu românesc (1.24-4, 1.24-8, 1.24-4-5, 1.24-21).
A contribuit la introducerea și experimentarea bumbacului în România (1922-1929), aducând soiuri din SUA, Egipt și Bulgaria. În 1933, se cultivau 2000 ha de bumbac, cu o producție medie de 300 kg vată/ha. În *Ameliorarea și cultura cartofilor* (1923), a prezentat rezultate proprii de la ferma sa din Emerson, SUA, obținând 4 kg/cuib, și a descris metode de selecție clonală.
A publicat numeroase articole în reviste precum „Viața agricolă”, „Buletinul agriculturii”, „Agricultura nouă” și „PAS”, abordând teme diverse, de la genetică la note de călătorie.

### Recunoaștere internațională
Dumitru I. Andronescu a fost recunoscut pe plan internațional pentru contribuțiile sale. A fost ales membru activ al Societății Americane pentru Progresul Științelor, membru al Societății Botanice Americane și membru al Societății Engleze pentru Progresul Științei, reflectând aprecierea comunității științifice globale pentru munca sa.

## Lucrări
- Al optulea Congres „Dry Farming” și Expoziția din SUA, din 1913, București, Ed. „Biruința”, 1913
- Opera lui Mendel, „Viața agricolă”, nr. 1, 2, 3, 4, 1915
- Porumbul: Origine, istorie, clasificare, compoziție, alimentație și industrializare, București, Tip. „Lăzăreanu”, 1916
- Originea și istoricul porumbului, 1916
- Selecțiunea grâului la fermele Studina, Pietroșani, Domnița și Potur, din punct de vedere al agriculturii, morăritului și brutăriei, București, Tip. „Bucovina”, 1921
- Contribuții la studiul și ameliorarea porumbului, „Buletinul agriculturii”, vol. IV, nr. 10-12, București, Tip. „Adevărul”, 1922
- Introducere la studiul și organizarea ameliorării plantelor agricole, „Buletinul agriculturii”, nr. 4-6, vol. 2, București, Tip. „Adevărul”, 1922
- Ameliorarea și cultura cartofilor, „Buletinul agriculturii”, vol. I, nr. 1-3, 1923
- Contribuțiune la studiul bumbacului cultivat în România, București, Tip. „Bucovina”, 1925
- Ameliorarea științifică și practică a plantelor cu privire la țara noastră, București, Tip. „Convorbiri Literare”, 1925
- Lucrările premergătoare standardizării cerealelor, București, Tip. „Convorbiri Literare”, 1926
- Situația precară a porumburilor noastre, București, Tip. „Convorbiri Literare”, 1926
- Porumbul: Selecționarea, cultura, recolta, conservare, comercializare, nutriția și industrializarea, București, Tip. „Bucovina”, 1933
- Grâul românesc. Analiza recoltei 1930-1933; analize fizice, chimice și de panificație, „Monitorul Oficial”, ICAR, București, 1935
- Calitatea grâului românesc – în Lucrarea pământului, îngrășămintele și cultura plantelor, „Monitorul Oficial”, București, 1937
- Cercetări asupra bumbacului. Recolta 1935, „Monitorul Oficial”, București, 1937
- Grâul românesc. 1930-1932, „Monitorul Oficial”, ICAR, 1943

## In memoriam
Dumitru I. Andronescu a murit pe 31 octombrie 1970, la București, după o carieră de peste 45 de ani dedicată științei agricole. A fost un precursor în organizarea ameliorării plantelor, a cercetărilor de morărit și panificație și a extinderii culturii bumbacului în România, lăsând o moștenire valoroasă în agronomia românească.